# Frères de crime
 (avril 2021).
La mise en forme du texte ne suit pas les recommandations de Wikipédia : il faut le « wikifier ».
Les points d'amélioration suivants sont les cas les plus fréquents :
- Les titres sont pré-formatés par le logiciel. Ils ne sont ni en capitales, ni en gras.
- Le texte ne doit pas être écrit en capitales (les noms de famille non plus), ni en gras, ni en italique, ni en « petit »…
- Le gras n'est utilisé que pour surligner le titre de l'article dans l'introduction, une seule fois.
- L'italique est rarement utilisé : mots en langue étrangère, titres d'œuvres, noms de bateaux, etc.
- Les citations ne sont pas en italique mais en corps de texte normal. Elles sont entourées par des guillemets français : « et ».
- Les listes à puces sont à éviter, des paragraphes rédigés étant largement préférés. Les tableaux sont à réserver à la présentation de données structurées (résultats, etc.).
- Les appels de note de bas de page (petits chiffres en exposant, introduits par l'outil «  Source ») sont à placer entre la fin de phrase et le point final[comme ça].
- Les liens internes (vers d'autres articles de Wikipédia) sont à choisir avec parcimonie. Créez des liens vers des articles approfondissant le sujet. Les termes génériques sans rapport avec le sujet sont à éviter, ainsi que les répétitions de liens vers un même terme.
- Les liens externes sont à placer uniquement dans une section « Liens externes », à la fin de l'article. Ces liens sont à choisir avec parcimonie suivant les règles définies. Si un lien sert de source à l'article, son insertion dans le texte est à faire par les notes de bas de page.
- La présentation des références doit suivre les conventions bibliographiques. Il est recommandé d'utiliser les modèles {{Ouvrage}}, {{Chapitre}}, {{Article}}, {{Lien web}} et/ou {{Bibliographie}}. Le mode d'édition visuel peut mettre en forme automatiquement les références.
- Insérer une infobox (cadre d'informations à droite) n'est pas obligatoire pour parachever la mise en page.

Pour une aide détaillée, merci de consulter Aide:Wikification.
Si vous pensez que ces points ont été résolus, vous pouvez retirer ce bandeau et améliorer la mise en forme d'un autre article.
Frères de crime (Irmandade) est une série télévisée dramatique brésilienne diffusée entre le 25 octobre 2019 et le 11 mai 2022 sur Netflix.

## Synopsis
Se déroulant dans la ville de São Paulo au milieu des années 1990, la série suit l'histoire de Cristina (Naruna Costa), une avocate honnête et dévouée qui découvre que son frère Edson (Seu Jorge) est emprisonné et dirige une faction criminelle. Elle est forcée par la police à devenir informatrice et à travailler contre son frère, qui ne l'a pas vue depuis des années. En infiltrant la Confrérie, dans une mission risquée et dangereuse, elle entre en contact avec son côté le plus sombre, et commence à remettre en question ses propres notions de justice.

## Distribution

### Acteurs principaux
- Naruna Costa (pt) : Cristina
- Seu Jorge : Edson
- Hermila Guedes (pt) : Darlene
- Lee Taylor (pt) : Ivan
- Danilo Grangheia (pt) : Andrade
- Pedro Wagner : Carniça
- Wesley Guimarães (pt) : Marcel
- Tavinho Teixeira : Olivério Noronha

## Marketing
La première bande-annonce complète de la série a été diffusée par Netflix le 19 septembre 2019.

## Épisodes

### Première saison (2019)
1. De quel droit (O Certo é o Certo)
2. Aie confiance (Pode Confiar)
3. Le Tribunal des mécréants (Tribunal do crime)
4. Un aller sans retour (Passagem só de ida)
5. Un vrai frère (Irmão Ajuda Irmão)
6. La Décision (Decisão)
7. Tant de sang sur tes mains (Sangue nas mãos)
8. Ma paroles est d'or (Palavra num faz curva)

### Deuxième saison (2022)
La deuxième saison de six épisodes a été mise en ligne le 11 mai 2022.
1. Nous autres (Nós)
2. De la poudres aux yeux (Só o pó)
3. Deux poids deux mesures (Um peso, duas medidas)
4. Aux ordures (Que nem lixo)
5. Le Verdict (Sentença)
6. Fratrie (Irmãos)